# Chery Amulet
Chery Amulet — субкомпактный легковой автомобиль в 5-дверном кузове лифтбек, производившийся с 2003 по 2012 год фирмой Chery Automobile Co.Ltd. Являлся неофициальным клоном испанской модели SEAT Toledo 1-го поколения (1991).

## История модели

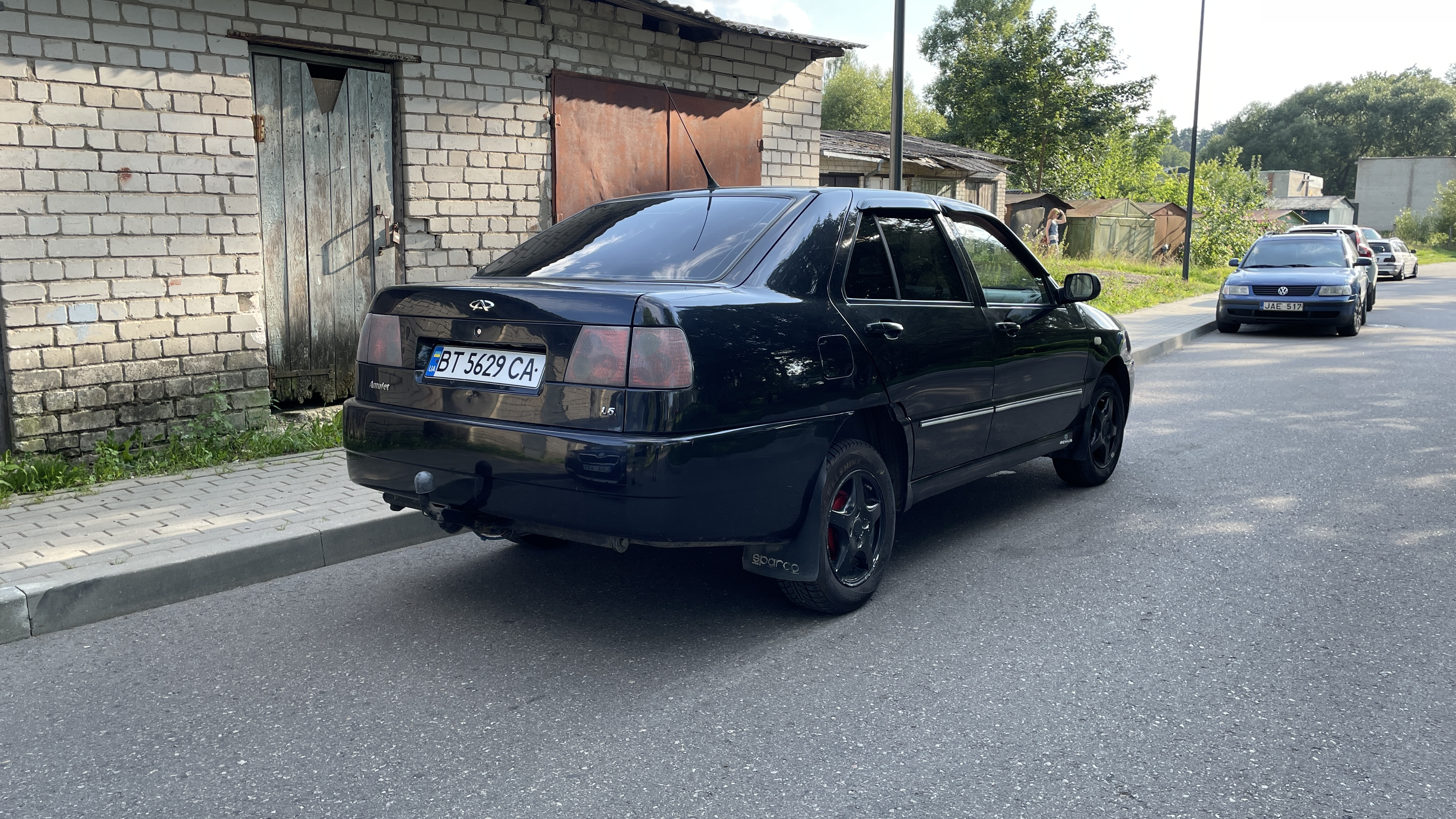

В 2006–2008 гг. крупноузловая сборка Amulet производилась на калининградском автозаводе «Автотор». В марте 2008 года «Автотор» прекратил сборку автомобилей Chery. В качестве основной причины называлось непредоставление льгот особой экономической зоны (Калининград) на беспошлинный ввоз комплектующих.
С конца 2010 года производство рестайлинговой версии Chery Amulet под маркой Vortex Corda было возобновлено на ТагАЗе, где продолжалось до банкротства предприятия в 2012 году.
На российском рынке автомобиль предлагался с двумя бензиновыми двигателями 1,6 литра SOHC 87 л.с. Евро-2 и 94 л.с. Евро-3, с 5-ступенчатой механической коробкой передач. На других рынках также предлагался с двигателем 1,6 L Tritec бразильского производства, а также с коробками автомат производства ZF и CVT собственного производства.
Непосредственно в Китае Chery Amulet был снят с производства в 2010 году.

## Безопасность
| ARCAP                                        |           |  |  |
|                                              |           |  |  |
|                                              | 1,7 из 16 |  |  |
| Протестированная модель: Chery Amulet (2007) |           |  |  |

В 2007 году российское издание Авторевю провела краш-тест модели по своей методике ARCAP, по результатам Chery Amulet был признан один из самых небезопасных за всю историю испытаний.